# Theodor Gansen
Theodor „Theo“ Gansen (* 8. April 1887 in Lebach, Landkreis Saarlouis; † am oder kurz vor dem 13. Mai 1956 in Bonn) war ein deutscher Landschafts-, Architektur-, Interieur- und Stilllebenmaler der Düsseldorfer Schule. Er betätigte sich außerdem als Restaurator sowie als Kunstfälscher von Tonfiguren, die er als „mittelrheinische Tonplastiken des frühen 15. Jahrhunderts“ über etwa zehn Jahre in Umlauf brachte.

## Leben
Gansen war das zweitälteste von sechs Kindern des Amtsrichters Theodor Gansen und seiner Frau Franzisca Clara, geborene Kinscherf. Er wuchs in Lebach auf, wo er ab 1893 die katholische Volksschule besuchte. Anschließend ging er auf ein Gymnasium und erwarb die Hochschulreife. 1906 schrieb er sich zu einem Studium der Malerei an der Kunstakademie Düsseldorf ein. Nach dem Grundstudium wechselte er zur Hochschule für Bildende Künste nach Dresden und schrieb sich in den Studiengang „Konservierung und Restaurierung von Kunst- und Kulturgut“ ein, der als einer der ältesten Fachstudiengänge auf universitärem Niveau gilt. Ferner belegte Gansen dort Kurse in Landschafts- und Kirchenmalerei (Wandmalerei). Unter Leitung des Bonner Malers Carl Nonn, den er während der Semesterferien kennengelernt hatte, gehörte Gansen 1909 zu den Gründern des „Bonner Künstlerbundes“, die bald damit begannen, in der Villa Obernier Kunstausstellungen abzuhalten. Angezogen von Nachrichten über die geplante Einrichtung eines Instituts für „Technologie der Malerei“ in Stuttgart wechselte  Gansen von der Dresdner Akademie an die Königliche Akademie der bildenden Künste Stuttgart, wo er sich im Fach „freie Kunst“ einschrieb, Kurse in Landschafts- und Genremalerei belegte und wahrscheinlich noch vor dem Ausbruch des Ersten Weltkriegs, in den er als 27-jähriger Rekrut zog, den Akademiebrief erhielt.
Nach dem Krieg ließ sich Gansen als Maler in Bonn nieder und hielt sich als Fresken- und Dekorationsmaler von Gaststätten, Treppenhäusern, Empfangs- und Veranstaltungssälen, Kirchen und Kapellen über Wasser. Von den dabei angetroffenen Innenräumen malte er Skizzen, Aquarelle und Ölbilder, die er nebenbei verkaufte. Im November 1921 beteiligte er sich mit zwei Rheinlandschaften an der „Großen (Rhein-) Romantiker-Ausstellung im städtischen Museum Villa Obernier“ in Bonn. Im Zusammenhang mit anstehenden Renovierungsarbeiten an Schlössern und Burgen bereiste er den Rhein und die Eifel. Um 1923 wandte er sich zunehmend der Restaurierung kirchlicher Skulpturen und Kleinplastiken zu. Zur Vertiefung des Fachwissens studierte er die einschlägige kunsthistorische Fachliteratur und besuchte deutschlandweit Museen und Fachausstellungen mit mittelalterlichen Exponaten.
Da in jener Zeit aus unbewachten Kirchen und Kreuzwegstationen viele sakrale Plastiken entwendet worden waren, erhielt er auch Aufträge zur Herstellung von Repliken. Dies brachte ihn auf die Idee, eigenständig „alte“ Marienstatuen und Vesperbilder aus Ton ohne direkten Bezug auf eine bestimmte Originalvorlage anzufertigen. Zwischen 1926 und 1936 fertigte er pro Jahr etwa fünf bis sechs Tonfiguren, die so täuschend echt aussehen, dass sie sich über Mittelsmänner und Händler in Süddeutschland und im Rheinland als mittelalterliche Originale anbieten und verkaufen ließen. Den Ton besorgte er aus Gruben der Region. Als versierter Restaurator verstand er sich auf Techniken, mit denen er sowohl die innere Höhlung, als auch die Aufnahmen und Fassungen der Tonfiguren künstlich altern ließ. Fast alle seine Objekte zeigen zudem typisch zeitbedingte Gebrauchsspuren, wie Abplatzungen und Kratzer, Verstümmelungen an auskragenden Gliedmaßen, absichtlich nachgearbeitete abgestoßene Gewandfalten und Anzeichen früherer, vermeintlich unsachgemäß ausgeführter Reinigungen. Gansen beendete diese Praktiken, als er im Oktober 1936 anonym angezeigt wurde. In den folgenden polizeilichen Untersuchungen, die in Bonn durchgeführt wurden, gestand er, „Tonplastiken mit der Absicht der Täuschung in altem Stile angefertigt zu haben“.
Nach seiner (unbestätigten) Verurteilung trat er kaum noch öffentlich in Erscheinung. Weiterhin lebte er jedoch als freier Künstler und schuf vor allem Landschaftsbilder und Stillleben. Am 13. Mai 1956 wurde er tot in seiner Bonner Wohnung aufgefunden und bald darauf im Kreise einer großen Gemeinde von Kunstfreunden auf dem Bonner Nordfriedhof bestattet.